# Engenho Megaípe
O Engenho Megaípe foi um engenho de açúcar localizado no município de Jaboatão dos Guararapes, na área metropolitana do Recife em Pernambuco, Brasil. Pertenceu a Luís Marreiros, primo de Duarte de Albuquerque Coelho, capitão-donatário de Pernambuco.
Seu solar, que ilustra o livro Casa-Grande & Senzala, de Gilberto Freyre, era considerado a mais antiga casa-grande ainda de pé no Brasil quando foi dinamitada em 1928 pelo dono para que não fosse tombada como patrimônio histórico.

## Características
O Engenho Megaípe, fundado no século XVI, pertenceu a Luís Marreiros de acordo com documento holandês de 1638. Sua casa-grande tinha duas torres nas extremidades.